# Übermittlungsirrtum
Ein Übermittlungsirrtum kann entstehen, wenn man sich für die Übermittlung der Willenserklärung eines Botens (nicht Stellvertreter) oder einer Einrichtung (zum Beispiel der Post) bedient und auf dem Weg außerhalb der Sphäre des Erklärenden ein Irrtum entsteht. Dieser Fall ist für die Willensmängel und die Anfechtung wegen Irrtums bedeutsam und im Bürgerlichen Gesetzbuch in § 120 BGB geregelt.

## Dogmatik
Der Übermittlungsirrtum ist ein Spezialfall des Erklärungsirrtums. Dem Übermittlungsirrtum liegt regelmäßig ein Übermittlungsfehler zugrunde; der liegt vor, wenn eine empfangsbedürftige Willenserklärung durch einen als Übermittler eingesetzten Dritten ungewollt unrichtig übermittelt oder weitergegeben wird. Der Erklärende muss den Inhalt gegen sich gelten lassen, welcher dem Empfänger zugeht, ihn trifft das Risiko der Falschübermittlung. Der Erklärende ist zwar an den unrichtig übermittelten Inhalt gebunden, kann die Erklärung aber gemäß § 120 BGB anfechten. Gegebenenfalls ist er zum Ersatz eines Vertrauensschadens (§ 122 BGB) verpflichtet. Ein Übermittlungsfehler liegt nicht vor, wenn ein Stellvertreter oder Empfangsboten handelt. Übermittelt der Dritte die Erklärung willentlich falsch, wird er rechtlich so behandelt, als habe er eine eigene Erklärung abgegeben. Damit gilt er als Vertreter ohne Vertretungsmacht mit der Folge, dass der Auftraggeber die Erklärung genehmigen (§ 177 Abs. 1 BGB) oder ablehnen kann (§ 179 BGB).

## Historische Entwicklung
Die Entwicklung der Figur des Übermittlungsirrtums geht auf einen Fall vor dem Landgericht Köln aus dem Jahr 1856 zurück. In diesem Fall zwischen dem Handlungshaus Isaak Weiller Söhne und dem Bank- und Handlungshause Oppenheim. In diesem Fall hatte das Handlungshaus Weiller eine telegraphische Depesche erhalten, in dem es zum Verkauf einiger Aktien beauftragt wurde. Oppenheim hatte aber einen Kauf angeordnet. Weiller verkaufte die Aktien und musste, um diesen Vertrag zu erfüllen, da Oppenheim keine Aktien hatte, infolgedessen einen teuren Deckungskauf vornehmen. Weiller verlangte die Differenz zwischen dem Verkaufserlös für die von ihm verkauften Aktien und den angekauften Aktien von Oppenheim. Das Landgericht zu Köln gab der Klage statt. Bereits die Richter stuften diese Frage als Irrtumsfrage ein. Dieser Fall wurde in der späteren Literatur als "Telegraphenfall" bekannt.
Zunächst war für die Rechtswissenschaftler im 19. Jahrhundert die Frage, worauf die Schadensersatzpflicht zu stützen sei. Rudolf Jhering sah das ähnlich wie das Landgericht in einer Verantwortlichkeit des Erklärenden, einer culpa, begründet. Carl Fuchs schrieb von einer Inkaufnahme des Risikos durch Nutzung der Telegraphie. Er fand damit bei seinen Zeitgenossen aber keinen Anklang. In den Beratungen über das Zustandekommen des Bürgerlichen Gesetzbuches war zunächst im Gespräch, diesen Irrtum so zu regeln, dass der Erklärende immer haftet, außer die Verfälschung entsteht durch Umstände, die "außer aller Berechnung liegen". Diesem Entwurf schloss sich die 1. Kommission aber nicht an, sondern folgte einer von Windscheid zum Irrtum von der Person des Erklärenden entwickelten Ansicht. Nach dieser sei bei grob fahrlässigem Irrtum die Erklärung gültig und bei leicht fahrlässigem Irrtum die Erklärung zwar ungültig, es sei aber der Vertrauensschaden zu ersetzen.
Der Vorschlag der 1. Kommission führte aber zu heftigem Protest und so beschloss man, auch unter Verweis auf den Telegraphenfall, dass der Erklärende im Fall eines Übermittlungsirrtums immer anfechten können soll, dann aber auch immer auf den Vertrauensschaden haftet. Die 2. Kommission sah die verfälschte Botenerklärung nur als Unterfall des Erklärungsirrtums und unterwarf sie daher den gleichen Regeln. Zunächst sahen der Vorschlag des Reichsjustizamts und der Entwurf der 2. Kommission einen Haftungsausschluss bei Umständen, die "außer aller Berechnung liegen". Dieser wurde jedoch bei den Beratungen im Reichstag gestrichen. Das begründeten die Mitglieder damit, dass derjenige, der sich zur Übermittlung einer Willenserklärung einer anderen Person oder eines Kommunikationsmittels bediene, dieses Risiko auch tragen müsse.
Obwohl damit der Gesetzgeber einen Haftungsausschluss klar abgelehnt hatte, wurde zahlreich vertreten, dass eine Erklärung, die ein Bote absichtlich verändert hätte, nicht dem Erklärenden zugerechnet werden könne. Das Reichsgericht folgte dieser Ansicht mit Urteil von 1940 und machte sie damit zur herrschenden Meinung. Auch in der Literatur wurde sie schnell die herrschende Lehre.